# Supercopa de España 2017
La Supercopa de España 2017 è stata la trentaquattresima edizione della Supercoppa di Spagna.
Si è svolta il 13 e 16 agosto 2017 in gare di andata e ritorno tra il Barcellona, vincitore della Coppa del Re 2016-2017, e il Real Madrid, vincitore della Primera División 2016-2017.
Ad aggiudicarsi il trofeo è stato il Real Madrid, che si è imposto per 3-1 nella gara d'andata al Camp Nou e per 2-0 nella gara di ritorno al Santiago Bernabéu.

## Partecipanti
| Squadre     | Qualificazione                             | Partecipazioni precedenti (il grassetto indica la vittoria)                                                                       |
| ----------- | ------------------------------------------ | --- |
| Real Madrid | Vincitore della Primera División 2016-2017 | 14 (1982, 1988, 1989, 1990, 1993, 1995, 1997, 2001, 2003, 2007, 2008, 2011, 2012, 2014)                                           |
| Barcellona  | Vincitore della Coppa del Re 2016-2017     | 21 (1983, 1985, 1988, 1990, 1991, 1992, 1993, 1994, 1996, 1997, 1998, 1999, 2005, 2006, 2009, 2010, 2011, 2012, 2013, 2015, 2016) |

## Tabellini

### Andata
| Arbitro: | de Burgos Bengoetxea |

|                  |           |                                          |
| Messi 77’ (rig.) | Marcatori | 50’ (aut.) Piqué 80’ Ronaldo 90’ Asensio |

| Barcellona | Real Madrid |

| P                | 1  | Marc-André ter Stegen |     |     |
| D                | 22 | Aleix Vidal           |     |     |
| D                | 3  | Gerard Piqué          | 27’ |     |
| D                | 23 | Samuel Umtiti         |     |     |
| D                | 18 | Jordi Alba            |     |     |
| C                | 4  | Ivan Rakitić          |     | 83’ |
| C                | 5  | Sergio Busquets       | 57’ |     |
| C                | 8  | Andrés Iniesta (c)    |     | 68’ |
| A                | 10 | Lionel Messi          | 40’ |     |
| A                | 9  | Luis Suárez           |     |     |
| A                | 16 | Gerard Deulofeu       |     | 59’ |
| A disposizione:  |    |                       |     |     |
| P                | 13 | Jasper Cillessen      |     |     |
| D                | 2  | Nélson Semedo         |     |     |
| D                | 14 | Javier Mascherano     |     |     |
| D                | 19 | Lucas Digne           |     |     |
| C                | 6  | Denis Suárez          |     | 59’ |
| C                | 20 | Sergi Roberto         |     | 68’ |
| A                | 17 | Paco Alcácer          |     | 83’ |
| Allenatore:      |    |                       |     |     |
| Ernesto Valverde |    |                       |     |     |

| P               | 1  | Keylor Navas      |          |     |
| D               | 2  | Daniel Carvajal   | 41’      |     |
| D               | 5  | Raphaël Varane    |          |     |
| D               | 4  | Sergio Ramos (c)  |          |     |
| D               | 12 | Marcelo           | 76’      |     |
| C               | 14 | Casemiro          | 20’      |     |
| C               | 23 | Mateo Kovačić     |          | 68’ |
| C               | 8  | Toni Kroos        |          |     |
| A               | 22 | Isco              |          |     |
| A               | 9  | Karim Benzema     |          | 58’ |
| A               | 11 | Gareth Bale       | 41’      | 81’ |
| A disposizione: |    |                   |          |     |
| P               | 13 | Kiko Casilla      |          |     |
| D               | 6  | Nacho             |          |     |
| D               | 15 | Theo Hernández    |          |     |
| C               | 20 | Marco Asensio     |          | 68’ |
| C               | 24 | Dani Ceballos     |          |     |
| A               | 7  | Cristiano Ronaldo | 80’, 82’ | 58’ |
| A               | 17 | Lucas Vázquez     |          | 81’ |
| Allenatore:     |    |                   |          |     |
| Zinédine Zidane |    |                   |          |     |

### Ritorno
| Arbitro: | Sánchez Martínez |

|                        |           |  |
| Asensio 4’ Benzema 39’ | Marcatori |  |

| Real Madrid | Barcellona |

| P               | 1  | Keylor Navas     |     |
| D               | 2  | Daniel Carvajal  |     |
| D               | 4  | Sergio Ramos (c) |     |
| D               | 5  | Raphaël Varane   |     |
| D               | 12 | Marcelo          |     |
| C               | 10 | Luka Modrić      |     |
| C               | 23 | Mateo Kovačić    | 62’ |
| C               | 8  | Toni Kroos       | 80’ |
| A               | 17 | Lucas Vázquez    |     |
| A               | 9  | Karim Benzema    |     |
| A               | 20 | Marco Asensio    | 75’ |
| A disposizione: |    |                  |     |
| P               | 13 | Kiko Casilla     |     |
| D               | 6  | Nacho            |     |
| D               | 15 | Theo Hernández   | 75’ |
| C               | 14 | Casemiro         | 62’ |
| C               | 22 | Isco             |     |
| C               | 24 | Dani Ceballos    | 80’ |
| A               | 11 | Gareth Bale      |     |
| Allenatore:     |    |                  |     |
| Zinédine Zidane |    |                  |     |

| P                | 1  | Marc-André ter Stegen |       |     |
| D                | 14 | Javier Mascherano     | 90+3’ |     |
| D                | 3  | Gerard Piqué          |       | 50’ |
| D                | 23 | Samuel Umtiti         |       |     |
| C                | 4  | Ivan Rakitić          |       |     |
| C                | 5  | Sergio Busquets       |       |     |
| C                | 21 | André Gomes           |       | 72’ |
| C                | 20 | Sergi Roberto         |       |     |
| C                | 18 | Jordi Alba            |       | 78’ |
| A                | 10 | Lionel Messi (c)      |       |     |
| A                | 9  | Luis Suárez           | 89’   |     |
| A disposizione:  |    |                       |       |     |
| P                | 13 | Jasper Cillessen      |       |     |
| D                | 2  | Nélson Semedo         |       | 50’ |
| D                | 19 | Lucas Digne           |       | 78’ |
| D                | 22 | Aleix Vidal           |       |     |
| C                | 6  | Denis Suárez          |       |     |
| A                | 16 | Gerard Deulofeu       |       | 72’ |
| A                | 17 | Paco Alcácer          |       |     |
| Allenatore:      |    |                       |       |     |
| Ernesto Valverde |    |                       |       |     |